# 斯尼亞斯布羅克
斯尼亞斯布羅克（Snaresbrook）是倫敦東北部的一個地區，大部分地區屬於紅橋倫敦自治市，小部分地區屬於瓦爾珊森林倫敦自治市。在1965年之前斯尼亞斯布羅克是埃塞克斯郡的一部分。當地最著名的建築是斯尼亞斯布羅克王冠莊園。